# Ur en befolkad ensamhet
Ur en befolkad ensamhet är en roman av Artur Lundkvist utgiven 1958.
Boken är en berättelsesvit med självbiografiska inslag. Den skildrar bland annat ett återvändande till barndomsmiljön, intryck från beredskapstjänst i Norrland och upplevelser av Paris, men rymmer också uppdiktade avsnitt. I sin självbiografi beskrev Lundkvist Ur en befolkad ensamhet som "en bok som kändes mycket personligare och angelägnare än den mera framgångsrika Vindingevals".